# Zdeněk Lukáš
Zdeněk Lukáš (Praga, 21 d'agost, 1928 – Idem., 13 de juliol, 2007) va ser un compositor txec. Va ser un dels compositors txecs de música clàssica més interpretats i cantats de la segona meitat del segle xx, i és autor de més de 350 composicions.

## Biografia
Va estudiar pedagogia i inicialment també va treballar com a professor. De 1953 a 1963 va ser productor a l'emissora de ràdio txecoslovaca de Pilsen i director de cor del Cor de Cançons Txeques. Entre 1962 i 1970 va rebre classes regulars de composició amb el professor Miloslav Kabeláč. Va rebre una forta influència de la música folk i la seva obra se centra principalment en la música vocal. Des dels anys seixanta, el seu plantejament compositiu es va enriquir amb alguns elements tècnics avantguardistes. Les seves obres, que inclouen set simfonies, diverses òperes, innombrables oratoris i cantates, així com desenes de composicions corals, van estar premiades moltes vegades a l'estranger, p. ex. la seva Parabolae Salomonis el 1965 al Concurs Ernest Bloch als EUA, Versos d'amor i de comiat de Barcelona el 1972, i la seva 5a Simfonia el 1973 al "Premio Città di Trieste". A més de la seva tasca compositiva, també va treballar com a director de cor tant al país com a l'estranger.
El 1996, Zdeněk Lukáš, juntament amb Sylvie Bodorová, Luboš Fišer i Otmar Mácha, va ser el fundador del grup d'autors "Quattro", cadascun dels quals pertanyia a una generació diferent i representava diferències en el desenvolupament i el progrés artístic. Tot i que la seva obra sovint prenia direccions diferents, aquests artistes compartien la mateixa idea de l'essència d'una composició musical i la seva funció en la societat, i creien que l'art era vital com a "ecologia de l'ànima". El quartet Quattro va presentar la seva música en actuacions d'artistes destacats. Es va guiar per la seva pròpia afirmació i el desig de cultivar un contacte eficaç amb el seu públic. Quattro es va dedicar completament a la composició i, per tant, va poder respondre ràpidament a cada encàrrec inspirador. El seu progrés es pot il·lustrar amb la seva participació al Festival de Primavera de Praga el 1997. Les obres dels membres de Quattro es van publicar al CD de gravació Supraphon SU 3272-2 031 amb el títol Concertos de guitarra de Praga.
Després de la seva mort, un carrer de Jílové u Prahy - Kamenné vrate, on tenia la seva estimada caseta on creava, va rebre el seu nom.

## Creació
- Música per a la pel·lícula txeca Bullet Lightning (1978) Zdeněk Podskalský
- Missa brevis – missa curta per a cor mixt
- Rèquiem per a cor mixt a cappella
- Homenatge als creadors – una sèrie de diversos frescos per a violí solista, piano i cor mixt
- Lucerna Domini – composició per a baríton i cor femení